# Aleksandra Ivanović (Sängerin)
Aleksandra „Duda“ Ivanović (* 16. Februar 1937 in Belgrad; † 26. Juni 2003 ebenda) war eine jugoslawische bzw. serbische Mezzosopranistin, die sowohl als Opernsängerin als auch als Pop- und Jazzsängerin tätig war.

## Wirken
Ivanović gehörte seit den 1950er Jahren zum Vokalquartetts ihres Ehemanns, Predrag Ivanović, das bis 1974 bestand und Pop- und Jazzsongs interpretierte. Sie war auch Solistin des RTB-Chores; später war sie als Professorin an der Musikfakultät der Universität der Künste Belgrad tätig. Daneben war sie als Solistin an mehreren klassischen Tonträger-Produktionen beteiligt; so interpretierte sie Werke von Zoran Hristić, Ingeborg Bugarinović, Benjamin Britten und André Caplet. Weiterhin war sie Gast in mehreren Filmen und sang unter anderem beliebte Lieder aus Disney-Filmen für Langspielplatten ein.

## Diskographische Hinweise
- Aleksandra Ivanović, Olivera Đurđević: The Russian Romantic Song (PGP RTB 1984)